# Jean Micault
Jean Micault (* 28. Dezember 1924 in Bois-Colombes; † 16. November 2021) war ein französischer Pianist und Musikpädagoge. Er war ein direkter Nachkomme von Philippe-Alexandre Le Brun de Charmettes, einem bekannten französischen Historiker, Literaten und Verwaltungsfachmann des 18. und 19. Jahrhunderts.

## Musikpädagogisches Wirken
Bereits in jungen Jahren interessierte sich Micault für die Musik. Er studierte Harmonielehre und erwarb sich ein Diplom als Musikpädagoge. Sein Lehrer war unter anderem der französische Pianist und Musikpädagoge Alfred Cortot. Bei ihm studierte er zuerst und war danach längere Zeit als sein Assistent an der Accademia Musicale Chigiana in Siena (Italien) tätig. Im Anschluss daran war er Schüler bei dem international renommierten Beethoven-Spezialisten Wilhelm Backhaus. Danach wurde er zum Professor an der Pariser École Normale de Musique de Paris berufen, wo er ununterbrochen bis zum Jahr 2006 lehrte. Parallel dazu übernahm Micault 1979 in der Nachfolge von Walter Gieseking und Andor Foldes die Professur für Klavier an der Hochschule für Musik Saar in Saarbrücken. Weiterhin betreute er von 1996 bis 2005 die „Masterclasses“ in den Fächern Klavier und Gesang an der Musikhochschule im lothringischen Thionville.
Neben seiner hauptamtlichen Tätigkeit engagierte sich Micault bei zahlreichen Fortbildungsveranstaltungen in Europa und in Übersee sowie als Jury-Mitglied bei weit über 100 renommierten Musik-Wettbewerben. Seit mehreren Jahren ist er Präsident des international angesehenen Klavierwettbewerbs „Citta di Sulmona“ in Mittelitalien.
Jean Micault lehrte und schrieb in vier Sprachen: französisch, englisch, deutsch und italienisch. Er war verheiratet mit der Sopranistin Claudie Verhaeghe. Der Lebensmittelpunkt des Ehepaares war etliche Jahre lang die saarländische Landeshauptstadt Saarbrücken.

## Künstlerisches Schaffen
Neben seiner pädagogischen Arbeit trat Micault als Konzertpianist von internationalem Rang in zahlreichen Ländern der Erde auf. Er galt als einer der Hauptinterpreten des romantischen Repertoires (Beethoven, Schumann, Chopin, Liszt), aber er thematisierte auch andere Stilrichtungen. Unter anderem nahm er die Werke des bis dahin weniger bekannten französischen Komponisten Maurice Journeau in sein Repertoire auf und verhalf diesem Komponisten damit zu einem höheren Bekanntheitsgrad. Des Weiteren begleitete Micault Gesangsinterpreten aus dem Bereich des Lyrischen Gesangs.

## Auszeichnungen - Preise
Bereits in jungen Jahren erhielt Micault Auszeichnungen in den Bereichen „Musique esthétique“ und Kammermusik. Weiterhin erhielt er in seinem Fach „Klavier“ folgende Preise:
- Erster Pianistenpreis der nationalen Musikhochschule von Paris
- Erster Preis „Grand Prix Louis Diémer“
- Erster Preis „Grand Prix Internationaler Pianistenwettbewerb Vercelli“

## Diskographie (Auswahl)
- 19 Polish songs op. 74 CHOPIN , 6 Polish Songs LISZT; Claudie Verhaeghe soprano; Jean Micault piano; Discover International, 1995. (OCLC 40278983)
- The Women Composers (Fanny Mendelssohn, Clara SCHUMANN, Alma MAHLER); Claudie Verhaeghe soprano; Jean Micault piano; Arcobaleno, 1994, AAOC-93292 Sonata n°2 and 3, CHOPIN, Discover International, Live Recording 1982, DICD 920286 CHOPIN, Waltzes, Arcobaleno, 2003, AAOC - 94432 JOURNEAU, Prélude, Nocturnes, Nouvelles Impressions Fugitives, (Jean MICAULT, Thomas BETZ, pianistes) 2001, SKARBO DSK 1011
- Symphonie en ré mineur Variations symphoniques pour piano et orchestre ; César Franck; Jean Micault; Louis Fourestier; Orchestre des cento soli. Paris : Le club français du disque. (OCLC 54019039)